# فابيو (لاعب كرة قدم مواليد 1979)
فابيو (بالبرتغالية: Fábio Penchel de Siqueira‏) هو لاعب كرة قدم برازيلي في مركز الهجوم، ولد في 1979 في ريزندي في البرازيل. لعب مع بوتافوغو ريغاتاس وجمعية بورتوغيزا الرياضية وسانتو أندريه ونادي الحزم ونادي بارانا.

## وصلات خارجية
- فابيو (لاعب كرة قدم مواليد 1979) على موقع قاعدة بيانات كرة القدم.إي يو (الإنجليزية)
- فابيو (لاعب كرة قدم مواليد 1979) على موقع Soccerway.com (الإنجليزية)